# Eurytoma adenophorae
Eurytoma adenophorae is een vliesvleugelig insect uit de familie Eurytomidae. De wetenschappelijke naam is voor het eerst geldig gepubliceerd in 1993 door Zerova.